# Kościół „Horyzont” w Giżycku
Kościół „Horyzont” w Giżycku – zbór ewangeliczny o charakterze zielonoświątkowym, mający siedzibę w Giżycku przy ul. Suwalskiej 21. Należy do Kościoła Zielonoświątkowego w RP.

## Historia
Zbór zielonoświątkowy w Giżycku powstał na bazie małej grupy wiernych, zbierającej się wspólnie przez kilka lat, do której z biegiem czasu dołączali nowi członkowie. Umożliwiło to powstanie samodzielnego zboru, który został oficjalnie zarejestrowany w 1990. Jego pastorem został Wojciech Trybek. Wspólnota była wspierana przez zbory w Kętrzynie i Gołdapi.
Początkowo nabożeństwa i inne spotkania były prowadzone w wynajmowanym mieszkaniu, później siedzibą zboru stał się lokal udostępniony przez władze miasta. Zbór organizował spotkania ewangelizacyjne oraz ewangelizację uliczną, co przyczyniało się do przyrostu liczby skupionych w nim wiernych.
Na koniec 2010 zbór skupiał 84 wiernych, w tym 70 ochrzczonych członków.